# Francisco Espinosa
Pour les articles homonymes, voir Espinosa.
Espinosa  Sempere est un nom espagnol. Le premier nom de famille, en général paternel, est Espinosa ; le second, en général maternel, souvent omis, est Sempere.
Francisco Espinosa Sempere, né le 7 mai 1962 à Grenade, est un ancien coureur cycliste espagnol.

## Palmarès

### Palmarès professionnel
- 1984
  - 2e du GP Cuprosan
- 1985
  - 2e du Mémorial Manuel Galera
- 1986
  - 8e étape du Tour de Castille-et-León
  - 2e du Mémorial Manuel Galera
- 1987
  - 2e du Mémorial Manuel Galera
- 1988
  - 1re étape du Tour d'Aragon
- 1989
  - 2e et 13e étapes du Tour du Portugal
- 1991
  - Ponferrada-La Baneza
  - 4e étape du Tour de Castille-et-León

### Résultats sur les grands tours

#### Tour de France
2 participations
- 1991 : 66e
- 1992 : 36e

#### Tour d'Espagne
4 participations
- 1985 : 56e
- 1986 : abandon
- 1987 : 78e
- 1993 : 75e

#### Tour d'Italie
3 participations
- 1989 : 81e
- 1990 : 47e
- 1991 : 63e